# 尤氏虎鮋
尤氏虎鮋（学名：Minous usachevi）為輻鰭魚綱鮋形目鮋亞目毒鮋科的其中一種，為熱帶海水魚，分布於西印度洋亞丁灣海域，棲息深度26-33公尺，體長可達13.8公分，棲息在底層水域，生活習性不明。